# Banda presidencial de Ecuador
La banda presidencial de Ecuador es el principal símbolo del poder político en Ecuador. La usa el presidente del Ecuador como enseña de su dignidad en la ceremonia de su investidura, en sus mensajes a la Asamblea Nacional y en ceremonias militares. Representa la más alta de las Condecoraciones de Ecuador.
Consiste en una Banda de terciopelo, bordada a mano, con hilo de oro y que se elabora con los colores de la bandera de Ecuador. En el centro luce un escudo nacional. Sin embargo, su principal detalle es el lema «Mi Poder en la Constitución», escrito a lo largo de la Banda, del que carecen otras insignias de la región. 
El lema presidencial fue el lema del Estado del Ecuador desde 1830 y consta en las primeras monedas ecuatorianas acuñadas entre 1830 y 1850. En varias de ellas aparece en el anverso, rodeando una efigie de la libertad con un gorro frigio y escrito como «El poder en la Constitución». Aunque desapareció de las monedas en los años 70 del siglo XIX se mantuvo como lema presidencial y parte de la banda.
La Banda es elaborada por las Hermanas Contemplativas del Buen Pastor y tiene una longitud de acuerdo al presidente que la va a usar. El ancho de los tres colores de la bandera nacional en la Banda es de 15 centímetros el amarillo, cinco el azul y nueve el rojo.

## Historia y uso
La Banda Presidencial fue adoptada por el primer presidente del Ecuador, Juan José Flores, mediante decreto del 25 de septiembre de 1830, el cual disponía que:  
Art. 1° El Presidente del Estado y el que ejerza el Ejecutivo usarán de una banda azul celeste del hombro izquierdo al costado derecho, y sobre ella con letras de oro este lema: MI PODER EN LA CONSTITUCION. 
Flores lucía y se hizo retratar con una banda de seda celeste, inspirada en las de las condecoraciones españolas, en donde hizo bordar, en letras doradas, el lema presidencial. La banda remataba en un gran lazo, del que no colgaba medalla alguna. Es posible que el origen de la Banda sean las que lucían los gobernadores españoles como parte de sus condecoraciones, que eran de color blanco y azul, como es el caso de la banda bicolor de la Orden de Carlos III que lucían virreyes y presidentes de las reales audiencias españolas. Las bandas españolas medían solamente 10 centímetros de ancho. 
Durante el siglo XIX, los sucesores de Flores usaron el mismo diseño en su banda, casi sin alteración. No existía una reglamentación precisa sobre la forma en que debía bordarse la Banda, por lo que el presidente Francisco Robles usó una con el lema bordado junto a nueve estrellas, que representaban las provincias del país. Dos ramas de laurel se bordaron también en la Banda. Sin embargo, la mayoría de los presidentes del siglo XIX usaron la banda con el lema escrito a lo largo del emblema. 
El presidente Gabriel García Moreno se retrató con una Banda que tenía bordados dorados en los filos. Un coleccionista privado exhibe en Quito una banda de seda celeste, que remata en un gran lazo en donde se ve un escudo nacional bordado en oro y que se afirma es la banda original de García Moreno.Se cree que en el lazo hay reliquias católicas, tradición que se mantiene hasta la actualidad. También se conserva un bastón de mando,un sable y un traje de general que usaba García Moreno.

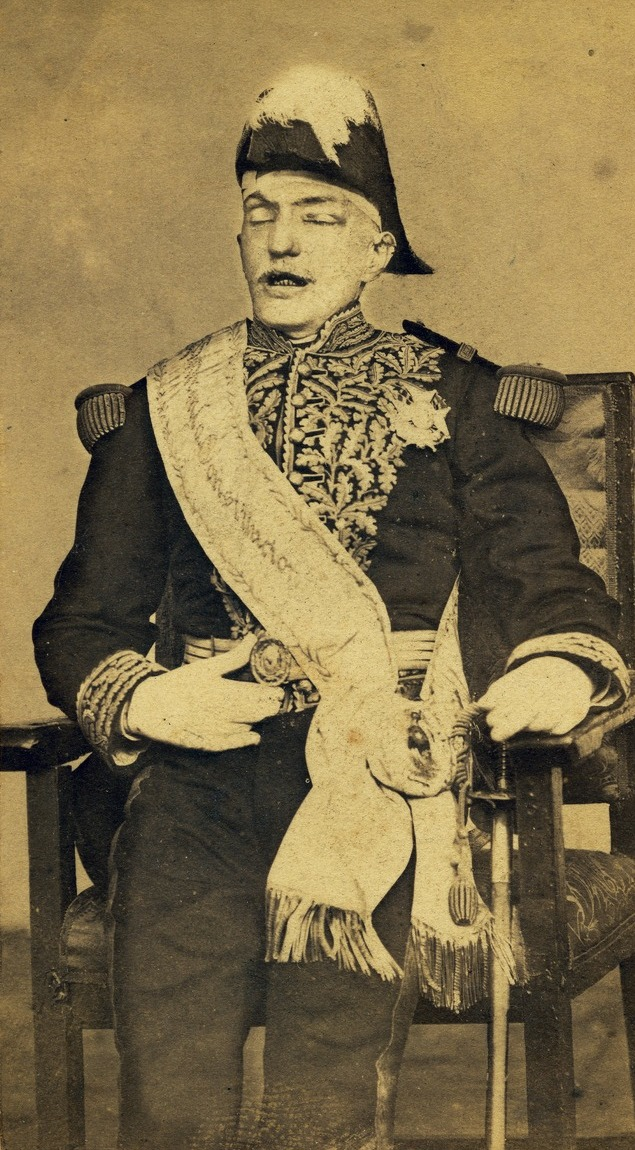
Cuerpo embalsamado de Gabriel García Moreno

Tras su asesinato, la Banda celeste fue colocada en su cadáver embalsamado, que vestido con uniforme de general en jefe presidió sus propios funerales, el 9 de agosto de 1875 en la Catedral Metropolitana de Quito.
El presidente José María Plácido Caamaño se retrató con una banda de color celeste rematada en un lazo,en dónde es visible el escudo nacional, prácticamente idéntica a la que había usado García Moreno. 

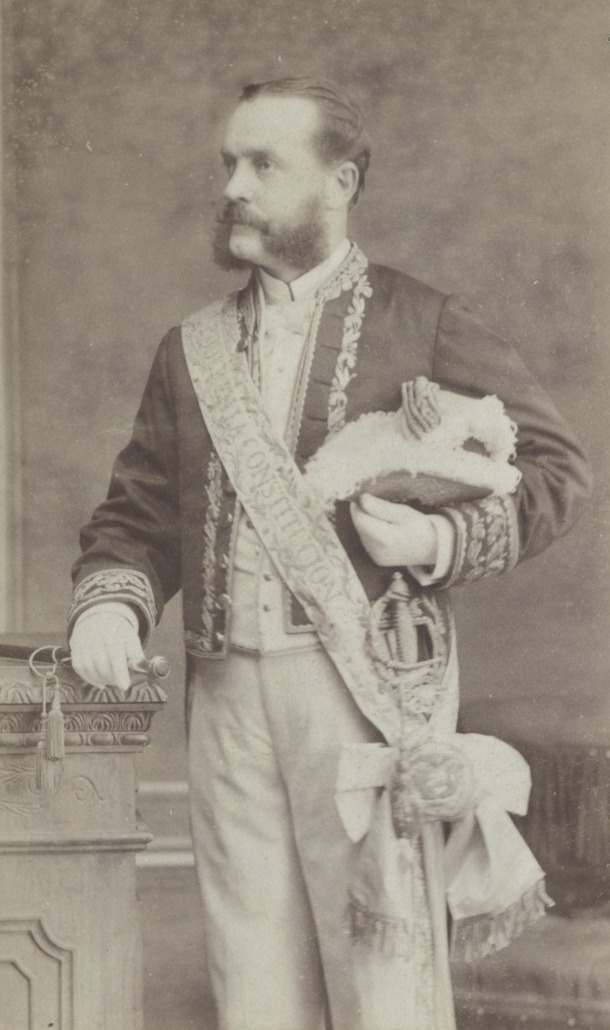
El presidente del Ecuador José María Plácido Caamaño con banda presidencial y bastón de mando (1880)

El presidente Luis Cordero Crespo fue el último presidente retratado con una banda de seda celeste y un traje ceremonial que usaron algunos de los presidentes, como Vicente Rocafuerte o Vicente Ramón Roca. El traje, que se conserva en Ecuador denominado uniforme diplomático, tenía un cuello y mangas decorado y se complementaba con un bicornio. El traje presidencial se lucía con un pantalón blanco y guantes del mismo color.
El presidente Eloy Alfaro se retrató con el traje presidencial, al que agregó sus charreteras de general. Pero en lugar de la banda celeste puesta por encima del traje, prefirió usar una banda tricolor con el escudo nacional en dorado, por dentro del saco. Hay retratos del presidente Alfaro usando la banda tricolor por debajo y por encima del saco de frac. Desde entonces, los presidentes dejaron de usar la banda celeste y algunos, inclusive, no usaron el lema presidencial.
La Banda presidencial usada por los sucesores de Alfaro privilegió los símbolos patrios en lugar del lema. Así, la banda de Leonidas Plaza Gutiérrez y de su hijo, quien también ejerció la presidencia, Galo Plaza Lasso, no contienen el lema presidencial.
En los años 20, el presidente Gonzalo Córdova lució una Banda con el lema presidencial, que se remataba con un gran listón tricolor en el extremo. Sus antecesores Alfredo Baquerizo Moreno y José Luis Tamayo usaron bandas similares. El presidente Isidro Ayora usaba una banda de seda tricolor rematada con borlas doradas por debajo del frac. 
El presidente José María Velasco Ibarra usaba la banda por debajo del frac, que es como aparece en su retrato oficial.
El dictador militar general Guillermo Rodríguez Lara, al adoptar el título de Presidente de la República en 1972, usó una banda con la bandera nacional, pero sin el lema presidencial.
Al restablecerse la República en 1979, el presidente Jaime Roldós Aguilera usó una ancha Banda sobre un terno y abandonó el uso del frac, en beneficio del traje de hombre contemporáneo, estilo que siguieron sus sucesores.
El remate de la Banda se fue simplificando. Así, el presidente Rodrigo Borja lució en 1988 una banda que contiene, en lugar del vistoso lazo de los años 20, un simple nudo, que es como se mantiene hasta la actualidad. El presidente Rafael Correa utilizó la banda presidencial por encima del saco, al igual que su sucesor, Lenín Moreno. 
Los presidentes desde 1979 han enviado un saco de traje a las monjas que elaboran la Banda, de manera que quede a su medida.  Al dejar el cargo, cada presidente se lleva su Banda como recuerdo, siendo de su propiedad, por lo que se elabora una nueva para cada nuevo presidente, como ocurrió también con el actual mandatario del Ecuador. 
En el Archivo Juan José Flores de la Universidad Católica de Quito, es posible observar la Banda del presidente Flores y algunas de sus condecoraciones, mientras que en Samborondón, cerca de Guayaquil, en el Museo de los Presidentes de la Universidad Espíritu Santo, se encuentran las bandas presidenciales de varios presidentes guayaquileños, como Carlos Julio Arosemena Tola, Carlos Julio Arosemena Monroy, Jaime Roldós, donados por sus familias, y la de Alfredo Palacio, donada por él mismo. El presidente Correa dejó la suya en el museo de la Presidencia de la República, en el Palacio de Carondelet.

## Confección
La Banda es elaborada por las Hermanas Contemplativas del Buen Pastor, en un monasterio al norte de Quito, desde la presidencia de Gabriel García Moreno (1861-1865). A pesar del carácter laico del Estado ecuatoriano, las religiosas católicas agregan alguna reliquia al bordarla en el interior de la esfera del Escudo Nacional, como fragmentos de ropa de los santos ecuatorianos o del presidente García Moreno o simplemente colocan estampas religiosas en el interior, como el Sagrado Corazón de Jesús.
Para su confección utilizan hilo de oro adquirido en Italia y tela de terciopelo traída de Estados Unidos. La longitud depende de las medidas del presidente que la usará y las letras del lema tienen un altura de cinco centímetros. El ancho de los tres colores de la bandera nacional en la Banda es de 15 centímetros el amarillo, el azul cinco y el rojo nueve para que en el momento de doblarla tenga un aspecto grueso. La Banda del presidente Moreno tiene letras góticas, a diferencia de las que emplearon sus más recientes antecesores.

## Lema presidencial
Al frente de la Banda va inscrito el lema «Mi Poder en la Constitución», bordado con hilo de oro en todo lo largo. Desde el restablecimiento de la República en 1979, solamente un presidente, Osvaldo Hurtado, ha empleado la variante «El Poder en la Constitución», que fue usada con más frecuencia por mandatarios en el siglo XIX. Un decreto del presidente Eloy Alfaro, del 5 de junio de 1897, dispone el uso de la frase "El Poder en la Constitución" en la Banda Presidencial. Otros presidentes han prescindido de usar la frase.